# Teratohyla
Teratohyla (лат.) — род бесхвостых земноводных из семейства стеклянных лягушек. Обитают на низменностях Центральной Америки от Гондураса на юг до Тихого океана и амазонских влажных тропических низменностей Южной Америки.

## Классификация
На февраль 2023 года в род включают 5 видов:
- Teratohyla adenocheira (Harvey & Noonan, 2005)
- Teratohyla amelie (Cisneros-Heredia & Meza-Ramos, 2007)
- Teratohyla midas (Lynch & Duellman, 1973) — Золотоносная стеклянная лягушка
- Teratohyla pulverata (Peters, 1873) — Обрызганная стеклянная лягушка
- Teratohyla spinosa (Taylor, 1949) — Шиповатая стеклянная лягушка

## Галерея
- Обрызганная стеклянная лягушка
- Золотоносная стеклянная лягушка